# Myxicola aesthetica
Myxicola aesthetica är en ringmaskart som först beskrevs av Jean Louis René Antoine Édouard Claparède 1870. Enligt Catalogue of Life ingår Myxicola aesthetica i släktet Myxicola och familjen Sabellidae, men enligt Dyntaxa är tillhörigheten istället släktet Myxicola och familjen Sabellariidae. Arten har ej påträffats i Sverige. Inga underarter finns listade i Catalogue of Life.